# CEE Stock Exchange Group
CEE Stock Exchange Group est une entreprise financière créée par l'acquisition successive de bourse par la bourse de Vienne. À sa création, elle possède en totalité la bourse de Vienne et de la bourse de Ljubljana, ainsi qu'à 92 % la bourse de Prague et à 50 % la bourse de Budapest.